# Juncus sparganiifolius
Juncus sparganiifolius là một loài thực vật có hoa trong họ Juncaceae. Loài này được Boiss. & Kotschy ex Buchenau mô tả khoa học đầu tiên năm 1879.